# إميليا أتياس
ماريا إميليا أتياس بومبي، المعروفة مهنيًا باسم إميليا أتياس (بالإسبانية: Emilia Attías) هي ممثلة وعارضة أزياء ومغنية دي جي ومقدمة برامج تلفزيونية أرجنتينية، ولدت في 20 مارس 1987 في بوينس ايرس في الأرجنتين.

## وصلات خارجية
- إميليا أتياس على موقع IMDb (الإنجليزية)
- إميليا أتياس على موقع قاعدة بيانات الفيلم (الإنجليزية)